# سيرين هناوي
سيرين هناوي (ولدت 10 يناير 1988 بالبويرة،الجزائر) هي لاعبة كرة طائرة جزائرية. شاركت كاحتياطية في الألعاب الأولمبية الصيفية 2008 مع المنتخب الجزائري للسيدات وهي ابنة لاعبة كرة طائرة دولية سابقة كانت ضمن صفوف المنتخب الجزائري عندما حقق الميدالية الذهبية في الألعاب الإفريقية عام 1978 . تلعب في منصب موزعة. رغم كونها الموزعة الثالثة للمنتخب وغيابها عن المنافسة في البطولة الفرنسية لموسم كامل إلا أنها شاركت في الألعاب الأولمبية 2012 مع المنتخب الجزائري كموزعة وحيدة بعد الغياب الاضطراري لموزعتي المنتخب فاطمة الزهراء أوكازي وسيليا ماقنانا.

## معلومات الاندية
النادي الحالي : بدون فريق
النادي السابق : Hainaut 
النادي السابق : oc تيرفيل 
النادي السابق : ايستر 
النادي الأول : ليون 
معلومات تقنية :
الطول: 1,72 م
الارتقاء في السحق : 2,85 م
الارتقاء في الصد : 2,73 م
- منتخب الجزائر لكرة الطائرة سيدات

## روابط خارجية
- سيرين هناوي على موقع الاتحاد الأوروبي (الإنجليزية)
- سيرين هناوي على موقع عالم الكرة الطائرة (الإنجليزية)
- سيرين هناوي على موقع Ligue Nationale de Volley (الفرنسية)
- سيرين هناوي على موقع أوليمبيديا (الإنجليزية)